# ساکای تاکاهاشی
ساکای تاکاهاشی (به انگلیسی: Sakae Takahashi) بازیکن فوتبال اهل ژاپن و عضو تیم ملی فوتبال ژاپن است که در تاریخ ۲۰ مه ۱۹۲۵ میلادی اولین بازی ملی‌اش را انجام داد. او در ۱ بازی ملی حضور داشت و آخرین بازی ملی خود را در تاریخ ۲۰ مه ۱۹۲۵ میلادی انجام داد. ساکای تاکاهاشی در بازی‌های ملی‌اش
گلی به ثمر نرساند.